# Vagn Bro
Vagn Hans Christophersen Bro (17. februar 1894 i Kolding – 22. december 1966 i Faxe) var en dansk politimester og folketingsmedlem.
Han var søn af overlærer J.C. Bro (død 1941) og hustru Nicoline født Hansen (død 1938) og blev i 1949 gift med Ane, datter af gårdejer Rasmus Nielsen og hustru Ingrid født Persson.
Han blev student i Kolding i 1912 og cand.jur. i 1919.
Han var medredaktør af Dansk Folkestyre 1915-16, juridisk manuduktør 1919-28, sekretær i Østre Landsret 1919 og sekretær i finansministeriet 1919-20. Han var konstitueret politimester i Præstø købstad og Vordingborg Nordre Birk 1928-30, fuldmægtig ved Østre Landsret 1930, konstitueret politimester for Hasle m.fl. herreder i samt Frijsenborg-Faurskov Birk 1934, politimester i Præstø i 1935, i Køge og Haslev fra 1943. 
Han var medlem Folketinget for Venstre for Stege-Vordingborg i 1920, for Bogense-Middelfart 1926-35, for Ruds Vedby 1939-45 og for Vejle Amt fra 1953.
Han var medudgiver af Møens Dagblad 1921.
Han blev landskendt ved at give sig selv en fartbøde, at give en herreløs hund logi i arresten julen over i 1949, og senere i 1950 ved at lade en påkørt kat aflive og begrave på det offentliges regning. Og i 1958 for at køre i karet ved karnevallet i Køge med en letpåklædt skuespiller, Vivi Bak.
Han har udgivet:
- Politimesteren fortæller (1965)